# Chus Puras
Jesús Puras Vidal de la Peña (Santander, 16 de marzo de 1963), conocido como Chus Puras, es un piloto español de rally que ha competido en diferentes competiciones tanto nacionales como internacionales. Compitió en el Campeonato del Mundo de Rally donde logró una victoria y dos podios, en el campeonato del mundo de grupo N donde logró el título en 1994 y en el Campeonato del Mundo F2, donde también obtuvo el título en 1996. Junto a Carlos Sainz y Dani Sordo, es uno de los tres pilotos españoles que ha ganado alguna prueba del Campeonato Mundial de Rally.
En el ámbito nacional compitió en el Campeonato de España de Rally desde 1986 hasta 2007 y logró ocho títulos en los años 1990, 1992, 1995, 1997, 1998, 1999, 2000 y 2002. Ganó también el campeonato de Grupo N en 1988, la Copa de España en 1986, y participó también en el campeonato nacional de tierra. Es el piloto con más victorias en pruebas puntuables para el campeonato de España con 60 victorias.

## Trayectoria

### Primeros campeonatos
Su debut fue en 1982 en Rally Villa de Llanes con un Renault 5 TS con el que ganó su categoría. Sus primeras participaciones en rallyes estuvieron ligados a las marcas Renault y Hergom pilotando coches como el ya citado Renault 5 TS y el Renault 5 Turbo. Con este último coche obtuvo la Copa de España de Rallies en 1986 con Ignacio Arrarte de copiloto. Al año siguiente condujo un Renault 5 Gt Turbo y un Renault 11 Turbo, con el que llegó a liderar el Campeonato de España, aunque por problemas técnicos quedó en el cuarto lugar final.
En 1988 fichó por Ford haciéndose con un Ford Sierra Cosworth con el que logró ganar la categoría de grupo N en el campeonato de España. Terminó quinto de la general y sufrió uno de los accidentes más fuertes de su carrera cuando cayó por un puente en el Rally Cajalicante. Al año siguiente logró varias victorias y peleó por el título frente a Pep Bassas que se coronó campeón con un BMW M3. Ese año participó también en el campeonato de tierra con un Ford RS 200.

### Campeón de España

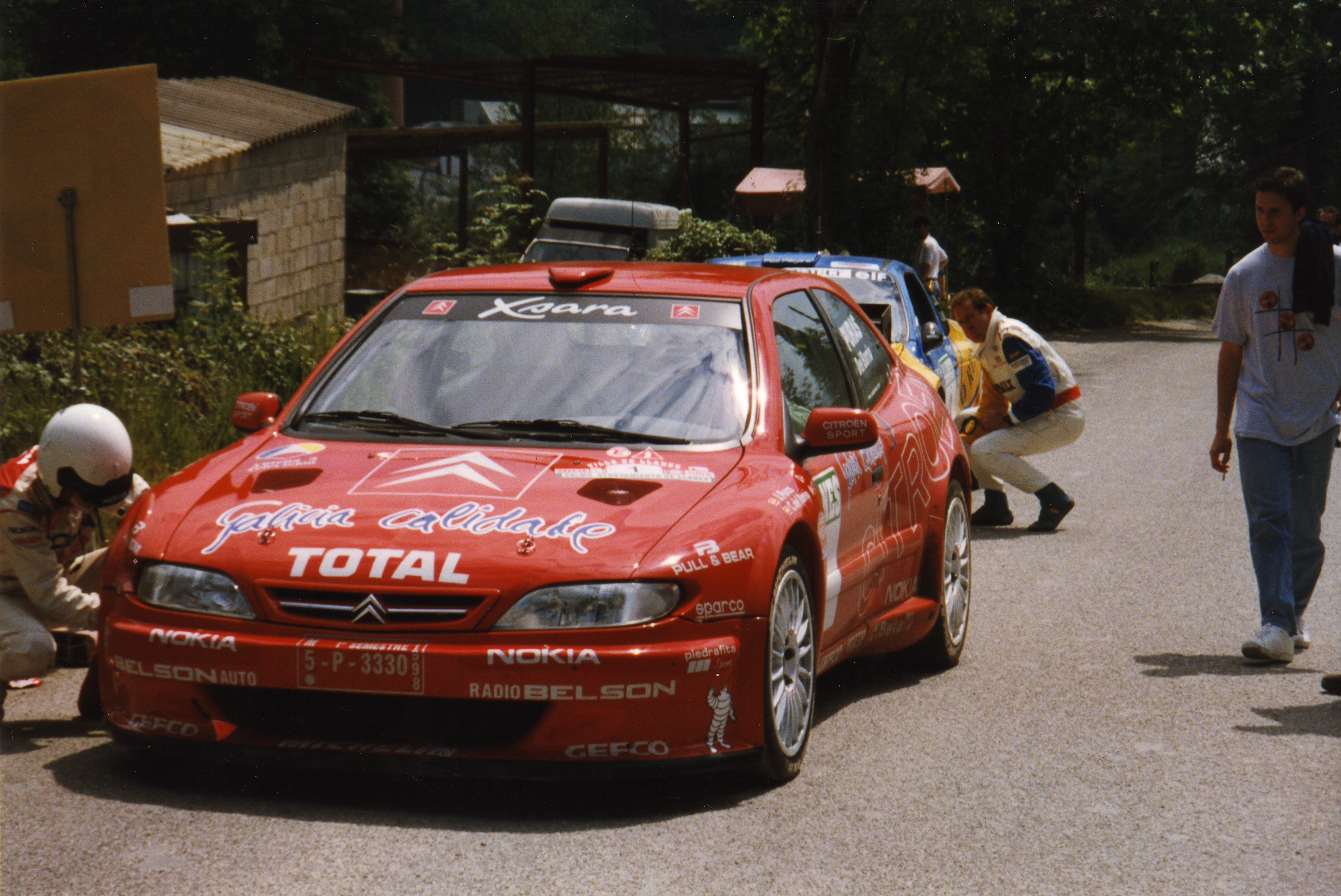
Puras en el Rally Villa de Llanes de 1998.

En 1990 fichó por Lancia, que le ofrecía un programa con la escudería Jolly Club a bordo de un Lancia Delta Integrale con el que consiguió el primer título nacional sobre asfalto con 1527 puntos, por delante de Josep Bassas (1437 puntos) y de Borja Moratal (1259 puntos). Tras esta victoria, al año siguiente fichó por Mazda, y comenzó a disputar pruebas del Campeonato del Mundo. Pilotando un Mazda 323 GT-X debutó en la primera prueba del año, el Rally de Montecarlo, pero sufrió un accidente y tuvo que retirarse. En la siguiente prueba que disputó, la tercera del mundial, en Portugal, terminó en el séptimo lugar a 43 segundos del ganador, Carlos Sainz, obteniendo cuatro puntos. A pesar de este gran resultado no volvió al Mundial hasta la penúltima prueba en Cataluña y lo hizo pilotando un Lancia Delta HF Integrale que sufrió un problema con el motor y le obligó a retirarse, finalizando el campeonato con cuatro puntos y disputando tres pruebas.
En 1992, sin embargo, volvió a pilotar un Lancia Delta, y ganó por segunda ocasión el Campeonato de España de Rallyes, aventajando en 55 puntos a Luis F. Monzón que terminó con 959 puntos, siendo tercero José María Ponce (957 puntos). También participó en una prueba del Mundial, el Rally de Cataluña, en el cual obtuvo la sexta posición, ganando 6 puntos que lo situaron 39.º de la clasificación con una sola carrera disputada. Al año siguiente pilotó un Ford Escort Cosworth de grupo N en el Campeonato de España.

### Campeón del Mundo (grupo N)
Al año siguiente y apoyado por Cepsa, participó en el mundial de grupo N, donde terminó campeón. Participó en siete pruebas del Mundial con un vehículo de serie, siendo 30.º en la clasificación absoluta general con cinco puntos, y consiguiendo su mejor resultado en Portugal (8º).
En 1995 decidió regresar al certamen nacional con la marca Citroën y volvió a lograr el Campeonato con un modelo ZX, terminando con 1167 puntos, por los 1061 del segundo clasificado y anterior campeón, Oriol Gómez, y los 892 del tercero, Jaime Azcona.

### Campeón del Mundo (F2)

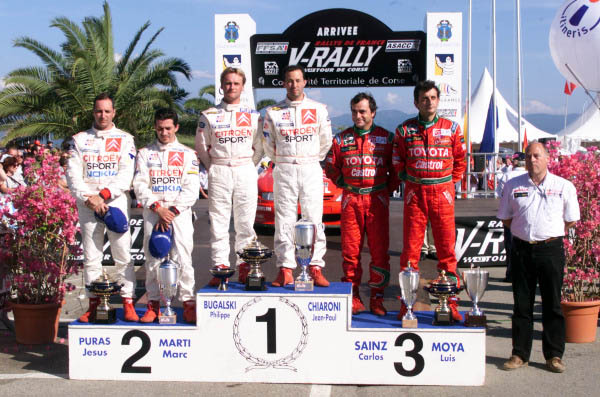
Podium en Córcega en 1999.

En 1996 fichó por SEAT con la que vencería en el Campeonato del Mundo de Rally de 2 Litros. A pesar de su éxito la marca no le renovó y regresó a Citroën pilotando el único Citroën ZX Kit Car del mundo con que logró el cuarto título nacional. A partir de ahí logró tres títulos más y de manera consecutiva (1998, 1999 y 2000) con el Citroën Xsara Kit Car. Después de cuatro años en los que participó en un total de siete pruebas del Mundial, en 1999 consiguió un segundo puesto y seis puntos en el Rally de Córcega, pero no pudo optar al primer puesto porque en la última etapa las órdenes de equipo le obligaron a mantener su posición y no recuperar a su compañero Bugalski los 6,3 segundos de diferencia, asegurando así el doblete de la marca. Terminó el Mundial en 11.ª posición. En Córcega ganó su compañero de equipo Philippe Bugalski, ganando Puras cuatro etapas de las diecisiete que constaba la prueba. En la última etapa estaba a tan solo 6,3 segundos del líder, pero mantuvo su posición protagonizando la primera vez que dos españoles subían al podio de un Campeonato del Mundo de Rallies ya que Carlos Sainz fue tercero.

### Últimos campeonatos

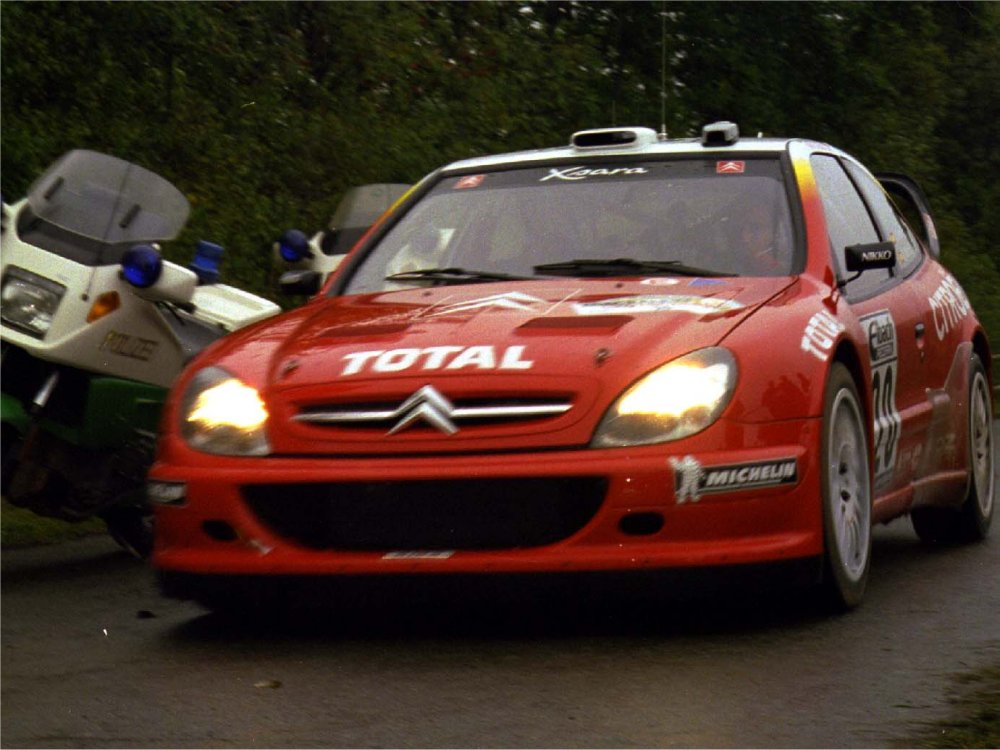
Puras en Alemania en 2002.

En 2001 Citroën Sport le ofreció participar en el mundial con el Xsara T4 con el que corrió cuatro pruebas: Montecarlo, Cataluña, San Remo y Córcega. Encadenó tres abandonos consecutivos, pero en Córcega logró su primera y única victoria en el mundial. En 2001 participó también en el campeonato nacional de tierra con un Toyota Corolla con el que se pelearía hasta la última prueba por el título, pero una avería mecánica lo apartó de la lucha.
En 2002 regresó de nuevo al nacional de asfalto con el Xsara WRC adjudicándose el octavo y último título. Sus participaciones ese año en el mundial se limitarían a tres pruebas con un sexto puesto en San Remo como mejor resultado. En 2003 fichó por Renault, que le ofreció desarrollar y pilotar un Renault Clio S1600 con el que no logró ninguna victoria, finalizando quinto del campeonato.

### Tras el WRC

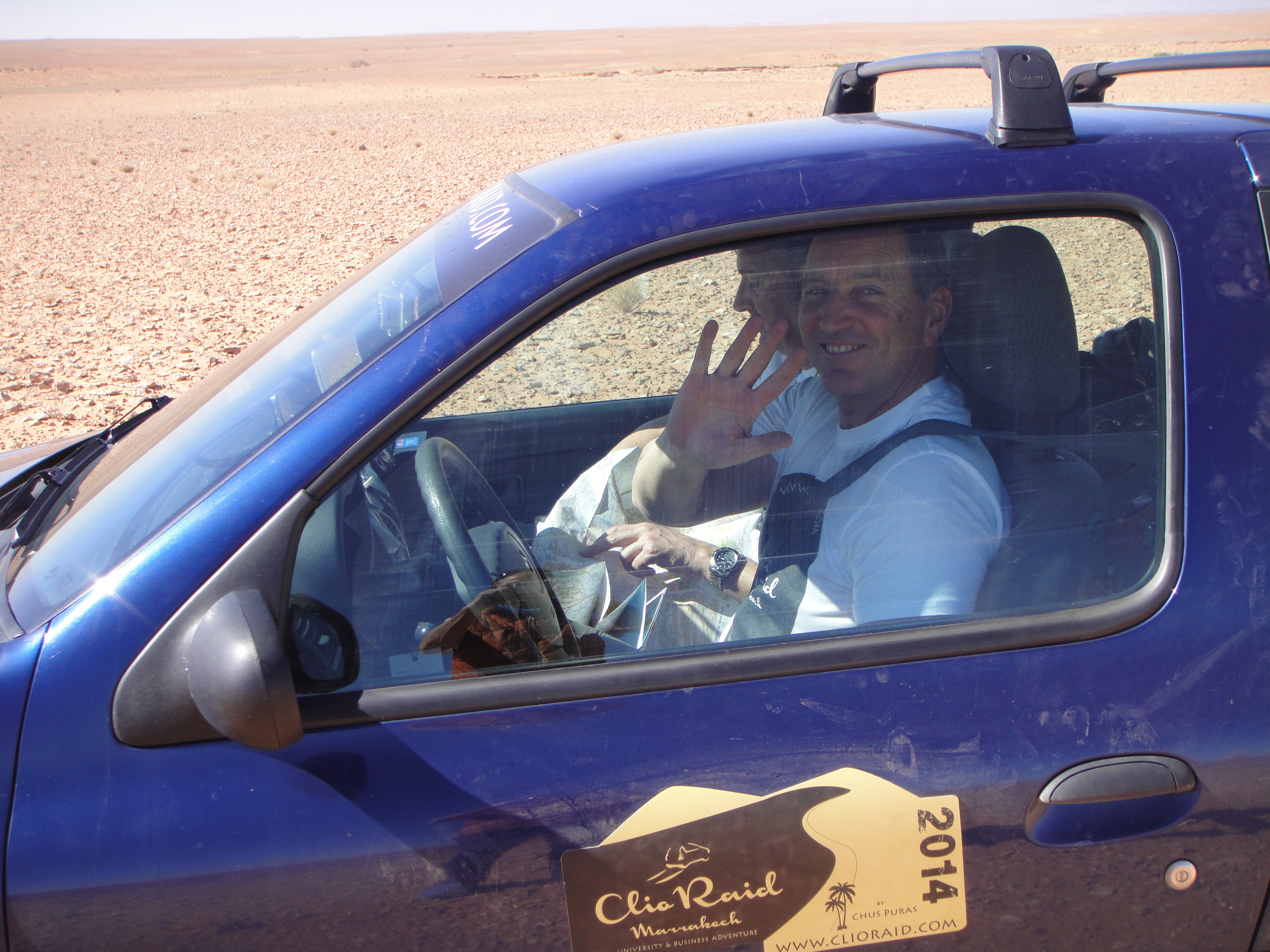
Clio Raid Marrakech.

El 28 de noviembre de 2003 Puras anunció su retiro de la competición en coches, dejando atrás 22 años de trayectoria deportiva. Sin embargo años después, en 2007, regresó a la competición, disputando varias pruebas del nacional de rallyes a bordo de un Mitsubishi Lancer Evo IX de grupo N con el que tras los primeros rallyes llegó a liderar el Campeonato de España, consiguiendo el quinto puesto en la clasificación final sin haber disputado la totalidad del campeonato. En la última prueba del año, el Rally Costa Brava, compitió a bordo de un Ferrari 360 Módena del equipo Piedrafita Sport, para colaborar en su puesta a punto, acabando tercero en su debut.
A comienzos de 2014 se puso al frente de la organización de un viaje de aventura y solidario por Marruecos, apto para todos los públicos y denominado Clio Raid Marrakech. La primera edición tendrá lugar en la Semana Santa de 2015 y está dirigido esencialmente a universitarios, empresarios y aventureros, con coches de serie y en el que no se necesita experiencia previa para participar. Los participantes deben entregar material humanitario para mejorar la calidad de vida de niños y mayores que residen en condiciones muy duras en el sur de Marruecos.
El 5 de mayo de 2017, anunció su regreso a la competición, en motociclismo. Hizo enduro y disputó alguna carrera en España, rodando en moto por pistas y dunas en Argentina, en Marruecos y Dubái; En 2017 disputó el Merzouga Rally con el equipo Team X-Raids, en una KTM 450 Rally, y la Baja Aragón, a bordo de una KTM 450 Exc. Integrado en el equipo X-Raids, liderado por el preparador Joan Fernández, Puras correrá, también, el desafío Ruta 40, prueba del Mundial FIM. Todo como preparación previa al Dakar 2018.
En 2019 vuelve, después de 12 años, al Campeonato de España de Rallys participando en el Rally Princesa de Asturias y el Rally de Cantabria.
El 29 de noviembre de 2019 presenta en la playa de Laredo el buggy con el que competirá en el Rally Dakar de 2020 en la categoría SxS con Xavi Blanco como copiloto.

## Títulos
| Año  | Título                    | Vehículo                      |
| ---- | ------------------------- | ----------------------------- |
| 1986 | Copa de España            | Renault 5 Turbo Gr. B         |
| 1988 | Campeón de España Grupo N | Ford Sierra RS Cosworth       |
| 1990 | Campeón de España         | Lancia Delta HF Integrale 16v |
| 1992 | Campeón de España         | Lancia Delta HF Integrale 16v |
| 1994 | Campeón del Mundo Grupo N | Ford Escort RS Cosworth       |
| 1995 | Campeón de España         | Citroën ZX 16v                |
| 1996 | Campeón del Mundo F2      | Seat Ibiza Kit Car            |
| 1997 | Campeón de España         | Citroën ZX 16v Kit Car        |
| 1998 | Campeón de España         | Citroën Xsara Kit Car         |
| 1999 | Campeón de España         | Citroën Xsara Kit Car         |
| 2000 | Campeón de España         | Citroën Xsara Kit Car         |
| 2002 | Campeón de España         | Citroën Xsara WRC             |

## Resultados completos

### Campeonato de Cantabria de Rally
| Año  | Equipo | Vehículo            | Posición | Puntos |
| ---- | ------ | ------------------- | -------- | ------ |
| 1982 | Mazda  | Renault 5 TS 100 CV | 2º       |        |

### Copa de España
| Año  | Equipo  | Vehículo                     | Posición | Puntos |
| ---- | ------- | ---------------------------- | -------- | ------ |
| 1986 | Privado | Renault 5 Turbo Gr. B 200 CV | 1º       |        |

### Campeonato de España de Rally
| Año  | Equipo                | Vehículo                      | 1       | 2       | 3       | 4       | 5       | 6       | 7       | 8       | 9       | 10      | 11      | 12      | 13    | 14    | Posición | Puntos |
| ---- | --------------------- | ----------------------------- | ------- | ------- | ------- | ------- | ------- | ------- | ------- | ------- | ------- | ------- | ------- | ------- | ----- | ----- | -------- | ------ |
| 1984 | Red Renault Cantabria | Renault 5 Turbo               | COS     | RAC     | CMG     | SMO     | CLB     | LLA     | SAG Ret | PDA Ret | CAT     | ECI     | VCN 3   | GIR     |       |       |          |        |
| 1985 | Privado               | Renault 5 Turbo               | CBR     | COB Ret | GIR     | SMO     | VCN 3   | LLA 3   | ECO     | CST Ret | PDA     | SFR     | VAL Ret |         |       |       |          |        |
| 1986 | Privado               | Renault 5 Turbo               | CBR     | COB ?   | PAL 5   | SMO Ret | LLA Ret | CAN     | ECO     | PDA 4   | SFR     | CAT     | VAL Ret |         |       |       |          |        |
| 1987 | Privado               | Renault 5 GT Turbo            | CBR 6   | PAR 7   | SMO 3   |         |         |         |         |         |         |         |         |         |       |       | 4.º      | 1176   |
| 1987 | Privado               | Renault 11 Turbo              |         |         |         | CAJ 3   | LLA 3   | ECI Ret | CAN Ret | PRA 2   | SFR 5   | CAT 2   | VAL Ret |         |       |       | 4.º      | 1176   |
| 1988 | Privado               | Ford Sierra RS Cosworth       | CAT 6   | SMO 6   | PDA 5   | CAJ Ret | VLL 5   | ICA 2   | PRA 5   | ECI 9   | VAL Ret |         |         |         |       |       | 5.º      | 1112   |
| 1989 | Marlboro Rally Team   | Ford Sierra RS Cosworth       | CAT 1   | SMO Ret | SAN 1   | CAJ 2   | LLA 2   | OUR 1   | OSO 1   | PDA Ret | ISC 1   | ECO Ret | VAL 2   |         |       |       | 2º       | 1380   |
| 1990 | Jolly Club            | Lancia Delta HF Integrale 16v | CAT Ret | SMO 1   | CAN 1   | CAJ 1   | VLL 1   | OUR     | OSO 2   | PRA 1   | CAN 1   | ECI DNS | VAL Ret |         |       |       | 1º       | 1527   |
| 1991 | Privado               | Lancia Delta Integrale 16V    | CAN     | ECO     | CAN     | CAJ     | LLA     | OUR     | OSO     | PDA     | VAL     | CAT Ret |         |         |       |       |          |        |
| 1992 | Mauro Rally Tuning    | Lancia Delta Integrale 16v    | ECO     | ISC     | CAN 2   | MED 1   | LLA 1   | OSO 1   | SFR     | CER     | PDA Ret | OUR 1   | CAT 2   | MAD 1   |       |       | 1.º      | 1014   |
| 1993 | Privado               | Ford Escort RS Cosworth       | LLA     | CAN 1   | LLA     | OUR 3   | FRO     | SAG     | RBX     | PDA     | LIN     | CAT     | COR     | IDT     |       |       |          |        |
| 1995 | Citroën               | Citroën ZX 16v                | ECI 1   | ADE 1   | CAN 1   | SMO Ret | LLA 2   | OUR 2   | SAG 1   | PDA 2   | SFR 1   | CAT Ret | COR     |         |       |       | 1.º      | 1167   |
| 1997 | Citroën Hispania      | Citroën ZX Kit Car            | COI 1   | ADE 1   | CAT Ret | SMO     | CAN 1   | LLA 1   | OUR 1   | AVI 2   | RBX Ret | PDA 1   | FRO     | COR Ret | MAD   |       | 1º       | 1430   |
| 1998 | Citroën Hispania      | Citroën ZX Kit Car            | ECI 2   | ADE 1   |         |         |         |         |         |         |         |         |         |         |       |       | 1.º      | 1320   |
| 1998 | Citroën Hispania      | Citroën Xsara Kit Car         |         |         | CAT Ret | CAJ 1   | VLL 1   | OUR 1   | AVI 1   | RBX -   | SFR     | PRI 1   | COR     | SAL     | MAD 1 |       | 1.º      | 1320   |
| 1999 | Citroën Hispania      | Citroën Xsara Kit Car         | ECI 1   | CAT Ret | COR     | CAJ 1   | VLL 1   | OUR 1   | AVI Ret | RBX 1   | PRI 1   | SAL 1   | ADE EXC | MAD 1   |       |       | 1.º      |        |
| 2000 | Citroën Hispania      | Citroën Xsara Kit Car         | CAT Ret | ECI 1   | CAJ 1   | MED 1   | VLL Ret | OUR 1   | AVI 1   | RBX Ret | COR 3   | PRI 1   | VEN 1   | SAL     | TEN   | MAD 1 | 1º       | 1188   |
| 2001 | Citroën Sport         | Citroën Xsara T4              | MED 1   | ECI     | SAL     | COR     | VLL     | OUR     | AVI     | RBX     | PRI     | VEN     | CAJ     | MAD     |       |       |          |        |
| 2002 | Citroën Sport         | Citroën Xsara WRC             | ECI 1   | CAN 1   | LLA 1   | ORN 1   | AVI 1   | RBX 1   | VCN     | MED     | CDS 1   | MAD 1   |         |         |       |       | 1.º      | 224    |
| 2003 | Renault Sport España  | Renault Clio S1600            | MED Ret | ECI Ret | CAJ Ret | RBX 2   | OUR 2   | AVI 2   | VLL 6   | VCN     | CDS 11  |         |         |         |       |       | 5º       | 41     |
| 2007 | Calm Competicio       | Mitsubishi Lancer Evo IX      | VIL 5   | CNR 3   | CAN 2   | RBX     | OUR 3   | FRR     | PRI     | VLL     |         |         |         |         |       |       | 5.º      | 48     |
| 2007 | Piedrafita Sport      | Ferrari 360 Módena            |         |         |         |         |         |         |         |         | CBR 3   |         |         |         |       |       | 5.º      | 48     |
| 2019 | Citroën Rally Team    | Citroën C3 R5                 | SMO     | CAN     | ADE     | OUR     | COC     | FER     | PDA 9   | LLA     | CAN 5   | MED     | MAD     |         |       |       | -        | -      |

### Resultados en el Campeonato Mundial de Rallyes

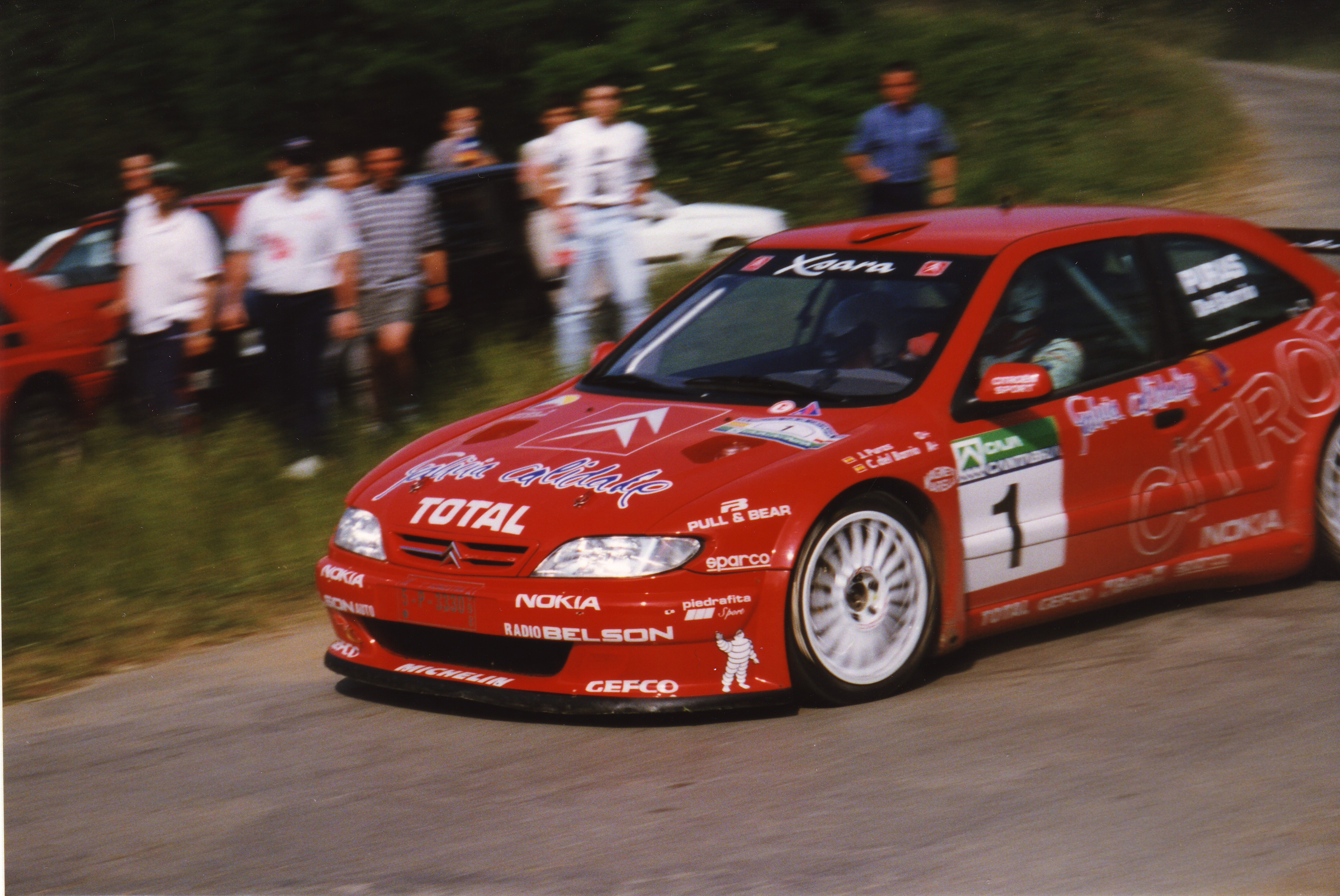
Chus Puras con el Citroën Xsara Kit Car en 1998

| Año  | Equipo      | Vehículo                   | 1       | 2       | 3       | 4       | 5       | 6       | 7      | Posición | Puntos | Notas  |
| ---- | ----------- | -------------------------- | ------- | ------- | ------- | ------- | ------- | ------- | ------ | -------- | ------ | ------ |
| 1991 | Mazda       | Mazda 323 GT-X             | MON Ret | POR 7   |         |         |         |         |        | 40.º     | 4      | [ 35 ] |
| 1991 | Jesús Puras | Lancia Delta HF Integrale  |         |         | ESP Ret |         |         |         |        | 40.º     | 4      | [ 35 ] |
| 1992 | Jesús Puras | Lancia Delta HF Integrale  | ESP 6   |         |         |         |         |         |        | 39.º     | 6      | [ 35 ] |
| 1994 | Jesús Puras | Ford Escort RS Cosworth    | MON 9   | POR 8   | FRA 12  | ARG Ret | NZL Ret | SRM 17  | GBR 15 | 30.º     | 5      | [ 35 ] |
| 1995 | Jesús Puras | Citroën ZX 16S             | ESP Ret |         |         |         |         |         |        | -        | 0      | [ 35 ] |
| 1996 | Jesús Puras | Seat Ibiza GTi 16V         | ARG Ret | AUS Ret | ESP 15  |         |         |         |        | -        | 0      | [ 35 ] |
| 1997 | Jesús Puras | Citroën ZX 16S             | ESP Ret |         |         |         |         |         |        | -        | 0      | [ 35 ] |
| 1998 | Jesús Puras | Citroën Xsara Kit Car      | ESP Ret | SRM Ret |         |         |         |         |        | -        | 0      | [ 35 ] |
| 1999 | Citroën     | Citroën Saxo               | MON Ret |         |         |         |         |         |        | 11.º     | 6      | [ 35 ] |
| 1999 | Citroën     | Citroën Xsara Kit Car      |         | ESP Ret | COR 2   |         |         | SRM Ret |        | 11.º     | 6      | [ 35 ] |
| 1999 | Jesús Puras | Subaru Impreza             |         |         |         | FIN Ret |         |         |        | 11.º     | 6      | [ 35 ] |
| 1999 | Jesús Puras | Toyota Corolla WRC         |         |         |         |         | CHI Ret |         | FIN 16 | 11.º     | 6      | [ 35 ] |
| 2000 | Jesús Puras | Mitsubishi Carisma GT Evo6 | POR Ret |         |         |         |         |         |        | -        | 0      | [ 35 ] |
| 2000 | Jesús Puras | Citroën Xsara Kit Car      |         | ESP Ret |         |         |         |         |        | -        | 0      | [ 35 ] |
| 2000 | Jesús Puras | Mitsubishi Lancer Evo VI   |         |         | FIN Ret |         |         |         |        | -        | 0      | [ 35 ] |
| 2000 | Jesús Puras | Citroën Saxo               |         |         |         | COR 28  | SRM 35  |         |        | -        | 0      | [ 35 ] |
| 2001 | Jesús Puras | Citroën Saxo               | MON Ret |         |         |         |         |         |        | 11.º     | 10     | [ 35 ] |
| 2001 | Citroën     | Citroën Xsara WRC          |         | ESP Ret | SRM Ret | COR 1   |         |         |        | 11.º     | 10     | [ 35 ] |
| 2002 | Jesús Puras | Citroën Xsara WRC          | ESP 12  | GER Ret | SRM 6   |         |         |         |        | 19º      | 1      | [ 35 ] |

### Resultados en el Campeonato Europeo de Rallyes
| Año  | Equipo           | Vehículo              | 1     | 2     | 3     | Posición | Puntos |
| ---- | ---------------- | --------------------- | ----- | ----- | ----- | -------- | ------ |
| 1997 | Citroën Hispania | Citroën ZX Kit Car    | CAN 1 | PPA 1 |       | 10.º     | 600    |
| 1998 | Citroën Hispania | Citroën ZX Kit Car    | CAN 2 | TEN 1 |       | 9º       | 540    |
| 1998 | Citroën Hispania | Citroën Xsara Kit Car |       |       | PPA 1 | 9º       | 540    |
| 1999 | Citroën Hispania | Citroën Xsara Kit Car | CAN 1 | PPA 1 |       | 10.º     | 200    |
| 2000 | Citroën          | Citroën Xsara Kit Car | CAN 1 | COR 3 | PPA 1 | 9º       | 220    |
| 2002 | Citroën          | Citroën Xsara WRC     | CAN 1 |       |       | 6.º      | 200    |

### Rally Dakar
| Año     | Categoría | Vehículo | Copiloto      | Posición | Etapas ganadas |
| ------- | --------- | -------- | ------------- | -------- | -------------- |
| 2018    | Motos     | KTM      | Sin copiloto  | Ret.     | -              |
| 2020    | SSVs      | Can-Am   | Xavier Blanco | 6.º      | -              |
| Fuente: |           |          |               |          |                |

### Otros premios
El 18 de mayo de 2009 fue condecorado con la Medalla de Oro al Mérito en el Deporte Cántabro. También ha sido varias veces galardonado con el premio nacional Alerta de Plata.

| Predecesor: Pep Bassas José María Ponce Anguita Oriol Gómez Luis Climent Luis Monzón | Campeón de España de Rally 1990 1992 1995 1997, 1998, 1999, 2000 2002 | Sucesor: José María Ponce Anguita Mia Bardolet Luis Climent Luis Monzón Miguel Ángel Fuster |